# Абдуллахи, Самину
Самину Квари Абдуллахи (англ. Saminu Kwari Abdullahi; род. 3 января 2001, Джос) — нигерийский футболист, полузащитник мексиканского клуба «Хуарес»

## Клубная карьера
С 2019 года выступает за юрмальский «Спартак». В августе 2021 года был на просмотре в луганской «Заре». В конце июля 2021 года «Велес» из Москвы арендовал Абдуллахи с правом выкупа. 11 сентября 2021 года в домашнем матче против «Нефтехимика» был удалён, однако КДК РФС отменил его красную карточку. 13 июля 2023 года на правах свободного агента подписал трёхлетний контракт с «Динамо» из Махачкалы. 1 января 2024 года стало известно, что Абдуллахи покинул махачкалинское «Динамо», по собственной инициативе, которой он воспользовался опцией в контракте.
24 января 2024 года перешёл в подмосковные «Химки», подписав контракт на три с половиной года. 21 июля 2024 года дебютировал в РПЛ, выйдя на замену в домашнем матче первого тура против махачкалинского «Динамо» (1:1).
1 февраля 2025 года перешёл в мексиканский клуб «Хуарес», став первым африканцем в истории клуба.